# 8 marzo (singolo)
8 marzo è il singolo di debutto della cantante italiana Tecla, pubblicato il 20 dicembre 2019.

## Descrizione
Il brano è stato presentato il 19 dicembre 2019 nella trasmissione Sanremo Giovani, ottenendo il pass per partecipare a Sanremo. Con il brano, la cantante si è presentata al Festival di Sanremo 2020 nella sezione Nuove Proposte, segnando la sua prima partecipazione alla kermesse musicale e arrivando seconda. Il brano è stato riconosciuto con il Premio della Sala Stampa Radio-TV-Web "Lucio Dalla" e il Premio alla Miglior interpretazione "Enzo Jannacci" .

## Video musicale
Il video musicale, in occasione della partecipazione al Festival, è stato pubblicato il 3 gennaio 2020 sul canale YouTube della cantante.

## Tracce
1. 8 marzo – 3:28

## Classifiche
| Classifica (2020) | Posizione massima |
| ----------------- | ----------------- |
| Italia            | 89                |